# Mangualde
Mangualde (mɐ̃'gwaɫd(ɨ)) è un comune portoghese di 20.990 abitanti situato nel distretto di Viseu. Ha una popolazione di 19.880 abitanti, in un'area di 219.26 km2.
Vi è nata la cantante Lio.

## Società

### Evoluzione demografica
| Popolazione di Mangualde (1801 – 2004) | Popolazione di Mangualde (1801 – 2004) | Popolazione di Mangualde (1801 – 2004) | Popolazione di Mangualde (1801 – 2004) | Popolazione di Mangualde (1801 – 2004) | Popolazione di Mangualde (1801 – 2004) | Popolazione di Mangualde (1801 – 2004) | Popolazione di Mangualde (1801 – 2004) | Popolazione di Mangualde (1801 – 2004) |       |
| -------------------------------------- | -------------------------------------- | -------------------------------------- | -------------------------------------- | -------------------------------------- | -------------------------------------- | -------------------------------------- | -------------------------------------- | -------------------------------------- | ----- |
| 1801                                   | 1849                                   | 1900                                   | 1930                                   | 1960                                   | 1981                                   | 1991                                   | 2001                                   | 2004                                   | 2011  |
| 10216                                  | 12345                                  | 22340                                  | 23225                                  | 23311                                  | 21438                                  | 21808                                  | 20990                                  | 21158                                  | 19880 |

## Freguesias
- Abrunhosa-a-Velha
- Alcafache
- Cunha Baixa
- Espinho
- Fornos de Maceira Dão
- Freixiosa
- Mangualde, Mesquitela e Cunha Alta
- Moimenta de Maceira Dão e Lobelhe do Mato
- Quintela de Azurara
- Santiago de Cassurrães e Póvoa de Cervães
- São João da Fresta
- Tavares (unisce Chãs de Tavares, Travanca de Tavares e Várzea de Tavares)